# Xanthodaphne
Xanthodaphne é um gênero de gastrópodes pertencente a família Raphitomidae.

## Espécies
- Xanthodaphne agonia (Dall, 1890)[2]
- Xanthodaphne araneosa (R. B. Watson, 1881)
- Xanthodaphne argeta (Dall, 1890)[3]
- Xanthodaphne bougainvillensis Sysoev, 1988[4]
- Xanthodaphne bruneri (Verrill, 1884)[5]
- Xanthodaphne charcotiana Bouchet & Warén, 1980<[6]
- Xanthodaphne cladara Sysoev, 1997[7]
- †Xanthodaphne contarinii Petracci, Bongiardino, Della Bella & Tabanelli, 2019
- Xanthodaphne dalmasi (Dautzenberg & Fischer, 1897)[8]
- Xanthodaphne egregia (Dall, 1908)[9]
- Xanthodaphne encella (Dall, 1908)[10]
- Xanthodaphne heterogramma (Odhner, 1960)[11]
- Xanthodaphne imparella (Dall, 1908)[12]
- Xanthodaphne leptalea (Bush, 1893)[13]
- Xanthodaphne levis Sysoev, 1988[14]
- Xanthodaphne maldivica Sysoev, 1996[15]
- Xanthodaphne maoria Dell, 1956[16]
- Xanthodaphne membranacea (Watson, 1886)[17]
- Xanthodaphne pachia (R. B. Watson, 1881)
- Xanthodaphne palauensis Sysoev, 1988[18]
- Xanthodaphne pastorinoi Kantor, Harasewych & Puillandre, 2016
- †Xanthodaphne pederzanii Tabanelli & Bongiardino, 2018
- Xanthodaphne pichi Figueira & Absalão, 2012
- Xanthodaphne pompholyx (Dall, 1889)
- Xanthodaphne pyriformis (Schepman, 1913)[19]
- Xanthodaphne pyrropelex (Barnard, 1963)[20]
- Xanthodaphne raineri (Engl, 2008)
- Xanthodaphne sedillina (Dall, 1908)[21]
- Xanthodaphne sofia (Dall, 1889)
- Xanthodaphne subrosea (Barnard, 1963)[22]
- Xanthodaphne suffusa (Dall, 1890)[23]
- Xanthodaphne tenuistriata Sysoev, 1988[24]
- Xanthodaphne translucida (Watson, 1881)
- Xanthodaphne tropica Sysoev & Ivanov, 1985[25]
- Xanthodaphne xanthias (Watson, 1886)[26]

Espécies trazidas para a sinonímia
- Xanthodaphne folini Locard, 1897: sinônimo de Xanthodaphne leptalea (Bush, 1893)